# ابومسلم ثامن
در سال ۱۴۰۳ خورشیدی با خرید امتیاز تیم شریعت‌نوین تأسیس شد و هم‌اکنون در [[لیگ دسته سوم فوتبال ایران]] حضور دارد. این باشگاه به‌نوعی ادامه‌دهنده میراث تاریخی [[ابومسلم خراسان]]، یکی از پرهوادارترین تیم‌های شرق ایران در دهه‌های گذشته به‌شمار می‌آید. == تاریخچه == ابومسلم ثامن مشهد در شهریور ۱۴۰۳ با مالکیت مؤسسه فرهنگی ورزشی ثامن فعالیت رسمی خود را آغاز کرد. این باشگاه با خرید امتیاز شریعت‌نوین وارد لیگ دسته سوم شد. انتخاب نام «ابومسلم» به دلیل محبوبیت و جایگاه تاریخی این نام در فوتبال مشهد صورت گرفت. رنگ اصلی تیم مانند گذشته سیاه انتخاب شد و لقب «سیاه‌جامگان» بار دیگر در فوتبال ایران زنده شد. == مدیریت و کادر فنی == * مالک: مؤسسه فرهنگی ورزشی ثامن * سرمربی: سعید خانی (۱۴۰۳–اکنون) == بازیکنان == در نخستین فصل، تمرکز باشگاه روی استفاده از بازیکنان فصل قبل و استعداد های بومی مشهد و خراسان قرار گرفت. اسامی کامل بازیکنان به مرور در رسانه‌ها اعلام خواهد شد. == رنگ و نشان == * رنگ اصلی: مشکی * لقب: سیاه‌جامگان == ورزشگاه == ورزشگاه خانگی این تیم [[ورزشگاه ثامن‌الائمه]] مشهد است. == هواداران == ابومسلم ثامن مشهد توانسته بخشی از هواداران قدیمی ابومسلم خراسان را دوباره جذب کند. سیاه‌جامگان همواره یکی از پرشورترین گروه‌های هواداری فوتبال در ایران به‌شمار می‌آیند. == رقابت‌ها == * نخستین حضور رسمی: لیگ دسته سوم فوتبال ایران (۱۴۰۳–۱۴۰۴) == منابع == <references> <ref>[https://www.isna.ir/news/1403061911536 ایسنا - یک تیم مشهدی جدید در لیگ دسته سوم]</ref> <ref>[https://www.varzesh3.com/news/2144784 ورزش۳ - احیای ابومسلم مشهد در لیگ دسته سوم]</ref> <ref>[https://shahraranews.ir/fa/news/248189 شهرآرا - گزارش درباره آوانا و ابومسلم]</ref> </references> [[رده:باشگاه‌های فوتبال ایران]] [[رده:باشگاه‌های فوتبال مشهد]] [[رده:باشگاه‌های فوتبال بنیان‌گذاری‌شده در ۱۴۰۳]]